# Velocidad de transmisión de vapor de humedad
La velocidad de transmisión de vapor de humedad (MVTR), también la velocidad de transmisión de vapor de agua (WVTR), es una medida del paso del vapor de agua a través de una sustancia. Es una medida de la permeabilidad a las barreras de vapor.
Hay muchas industrias donde el control de la humedad es crítico. Los alimentos sensibles a la humedad y los productos farmacéuticos se colocan en envases con MVTR controlado para lograr la calidad requerida, la seguridad y la vida útil. En la ropa, MVTR como medida de transpirabilidad ha contribuido a una mayor comodidad para los usuarios de ropa para la actividad al aire libre. La industria de materiales de construcción también gestiona las propiedades de barrera de humedad en los componentes arquitectónicos para garantizar los niveles de humedad correctos en los espacios internos de los edificios. Los dispositivos optoelectrónicos basados en material orgánico, generalmente denominados OLED, necesitan una encapsulación con valores bajos de WVTR para garantizar las mismas prestaciones a lo largo de la vida útil del dispositivo.

## Medición
Existen varias técnicas para medir el MVTR, que van desde técnicas gravimétricas que miden la ganancia o pérdida de humedad por masa, hasta técnicas instrumentales altamente sofisticadas que en algunos diseños pueden medir tasas de transmisión extremadamente bajas. Se debe tener especial cuidado en la medición de sustancias porosas como los tejidos, ya que algunas técnicas no son apropiadas. Para niveles muy bajos, muchas técnicas no tienen una resolución adecuada. Numerosos métodos estándar se describen en ISO, ASTM, BS, DIN, etc., a menudo son específicos de la industria. Los fabricantes de instrumentos a menudo son capaces de proporcionar métodos de prueba desarrollados para explotar plenamente el diseño específico que están vendiendo. La búsqueda del instrumento más adecuado es una tarea celosa que es en sí misma parte de la medición.
Las condiciones en las que se realiza la medición tienen una influencia considerable en el resultado. Tanto los gradientes de temperatura como de humedad a lo largo de la muestra deben medirse, controlarse y registrarse con el resultado. Un resultado MVTR sin especificar estas condiciones no tiene casi sentido. Ciertamente no se deben comparar dos resultados a menos que se conozcan las condiciones. La unidad internacional más común para el MVTR es g/m²/día. En los EE. UU., g/100in²/día también está en uso, que es 0.064516 (aproximadamente 1/15) del valor de las unidades g/m2/día. Las tasas típicas en laminados de aluminio pueden ser tan bajas como 0.001 g/m²/día, mientras que la tasa en tejidos puede medir hasta varios miles de g/m²/día.
A menudo, las pruebas de barrera se llevan a cabo en una hoja de material. Cálculos basados en eso pueden ser útiles al diseñar estructuras completas, ropa y paquetes. Las costuras, pliegues, puntos de acceso y sellos térmicos son fundamentales para el rendimiento de uso final. Por ejemplo, el vidrio de una botella puede tener una barrera total efectiva, pero el cierre de la tapa del tornillo y el revestimiento de cierre podrían no. A menudo se recomienda la verificación del rendimiento y la validación de contenedores, estructuras u objetos irregulares completos.
Para el caso especial de los OLED, donde los niveles de permeación permitida se encuentran en el nivel de 10 x 6 g/m²/día, los métodos preferidos explotan una oxidación de un metal tras la exposición al agua.

### Normas regulatorias USP
Para la presentación de drogas en los Estados Unidos, las normas de la USP son obligatorias y deben realizarse en consecuencia.
- USP <671>

### Estándares ASTM
- ASTM D1434 - Método de prueba estándar para determinar las características de permeabilidad al gas de la película plástica y la chapado
- ASTM D3079 - Método de prueba estándar para la transmisión de vapor de agua de envases flexibles sellados por calor para productos secos
- ASTM D4279 - Métodos de prueba estándar para la transmisión de vapor de agua de contenedores de envío-constante y métodos de ciclo
- ASTM D7709- Métodos de prueba estándar para medir la velocidad de transmisión de vapor de agua (WVTR) de botellas y ampollas farmacéuticas[6]
- ASTM E96 - Métodos de prueba estándar para la transmisión de materiales por vapor de agua
- ASTM E398 - Método de prueba estándar para la velocidad de transmisión de vapor de agua de los materiales de hoja utilizando la medición dinámica de humedad relativa
- ASTM F1249 - Método de prueba estándar para la velocidad de transmisión de vapor de agua a través de película plástica y láminas utilizando un sensor infrarrojo modulado
- ASTM F2298- Métodos de prueba estándar para la resistencia a la difusión de vapor de agua y la resistencia al flujo de aire de los materiales de la ropa utilizando la célula de permeación dinámica de humedad